# Лойал Андервуд
Лойал Андервуд (англ. Loyal Underwood; 6 серпня 1893—30 вересня 1966) — американський кіноактор, відомий співпрацею з Чарлі Чапліном. Його невеликий зріст — 165 см — прославив його як характерного коміка, суперника персонажа Чапліна. Найчастіше грав робочих, батьків гігантських синів, важливих гостей.

## Фільмографія
- 1916 — Граф — невеликий гість
- 1917 — Тиха вулиця — батько сімейства
- 1917 — Лікування — хворий
- 1917 — Іммігрант — іммігрант-коротун
- 1917 — Шукач пригод — маленький гість
- 1918 — Собаче життя — безробітний / відвідувач пабу
- 1918 — На плече! — німецький офіцер
- 1919 — Сонячний бік — батько товстуна
- 1919 — Задоволення дня — злий джентльмен на вулиці
- 1919 — Професор — господар нічліжки
- 1921 — Дозвільний клас — гість
- 1922 — День отримання зарплати — робітник
- 1923 — Пілігрим — старійшина
- 1952 — Вогні рампи — вуличний музикант-кларнетист